# Vetulonia
Vetulonia ist ein Ortsteil (Fraktion, italienisch frazione) der Gemeinde Castiglione della Pescaia in der Provinz Grosseto in der südlichen Toskana. 

## Geografie
Der Ort liegt auf einem Hügel in einer Höhe von 335 m s.l.m. nordwestlich über dem Tal der Bruna ca. 20 km nordwestlich der Provinzhauptstadt Grosseto und zählte 2001 271 Einwohner. 2011 waren es 254. Die Regionalhauptstadt Florenz liegt etwa 100 km nordöstlich.

## Geschichte
Der Ort ist etruskischen Ursprungs und hieß Vatluna. Dionysios von Halikarnassos zufolge war Vetulonia im 7. Jahrhundert v. Chr. mit den Latinern gegen Rom verbündet. Silius Italicus berichtet über Vetulonias Eroberung durch die Römer, die den Küstenstreifen strategisch nutzten und möglicherweise einige Insignien (Liktoren, Fasces, Toga) von diesem dem etruskischen Zwölfstädtebund angehörigen Stadtstaat übernahmen. Auch Plinius der Ältere und Claudius Ptolemäus erwähnen Vetulonia.
An dem schiffbaren großen Salzsee, der sich in der Antike auf dem heutigen Gemeindegebiet in der Ebene ausbreitete (Lacus Prelius), hatten die Etrusker einen florierenden Hafen eingerichtet. Belegt ist der Handel mit Bernstein und mit Goldschmiedearbeiten. Über die Lagune bestand sowohl eine Verbindung zum Meer als auch zu der zweiten etruskischen Zwölfstädtebund-Metropole der heutigen Südtoskana, Roselle.
Schon in römischer Zeit jedoch verlor Vetulonia an Bedeutung. Es gibt keinen Hinweis darauf, dass die Römer den Hügel überhaupt besiedelten. Die in der Spätantike einsetzende Versumpfung der Maremma, verbunden mit der Degeneration des etruskischen Kanalsystems durch den Lacus Prelius, schnitt die historisch gewachsenen Handelswege ab. Malaria machte in den kommenden Jahrhunderten weite Teile der Maremma unbewohnbar.
Über das mittelalterliche Vetulonia ist mangels Quellen wenig bekannt. Es trug den Namen Colonna di Buriano und war der Zankapfel zwischen der Abtei von San Bartolomeo di Sestinga und den Feudalherren Lambardi di Buriano. Die etruskische Vorgeschichte geriet in Vergessenheit.
1323 fiel das Gebiet an den Freien Stadtstaat Massa Marittima, der 12 Jahre später von der Republik Siena erobert wurde; im Folgenden teilte der Ort grundsätzlich Sienas Geschichte: 1555 Eroberung durch Florenz, 1569 Eingliederung ins Großherzogtum Toskana, ab 1737 Habsburgisch und ab 1860 zum italienischen Nationalstaat gehörig.
Der Arzt und Hobby-Archäologe Isidoro Falchi fand Ende des 19. Jahrhunderts die etruskischen Ruinen und wies in Colonna di Buriano die Identität des untergegangenen Vetulonia nach. Die Zuschreibung wurde anfangs von etablierten Archäologen bestritten, hat sich am Ende aber durchgesetzt. 1887 wurde dem Ort durch ein regionales Dekret sein antiker Name zurückgegeben.
Zu Beginn des 21. Jahrhunderts sind die etruskischen Ruinen dokumentarisch aufbereitet und werden von Gruppen, Schulklassen sowie interessierten Touristen frequentiert. Die abseitige Lage der Ruinen, die mit Geduld über eine kurvenreiche Zufahrtsstraße durch ausgedehnte Olivenhaine sowie eine unasphaltierte Piste zu erreichen sind, verhindert jedoch infrastrukturell nicht verkraftbare Besucherzahlen.

## Sehenswürdigkeiten
Die etruskischen Relikte finden sich in zwei Zonen:
- Die Ruinen der Wohnviertel und Stadtmauer (Mura dell’Arce, so genannte Zyklopenmauer) auf dem Hügel am Ortsrand des heutigen mittelalterlichen borgo sowie
- die Nekropolen mit Erdhügel-Gräbern (auch Tholos-Gräber / Tumuli genannt) weiter unterhalb.

### Etruskische Stadt und Mauer

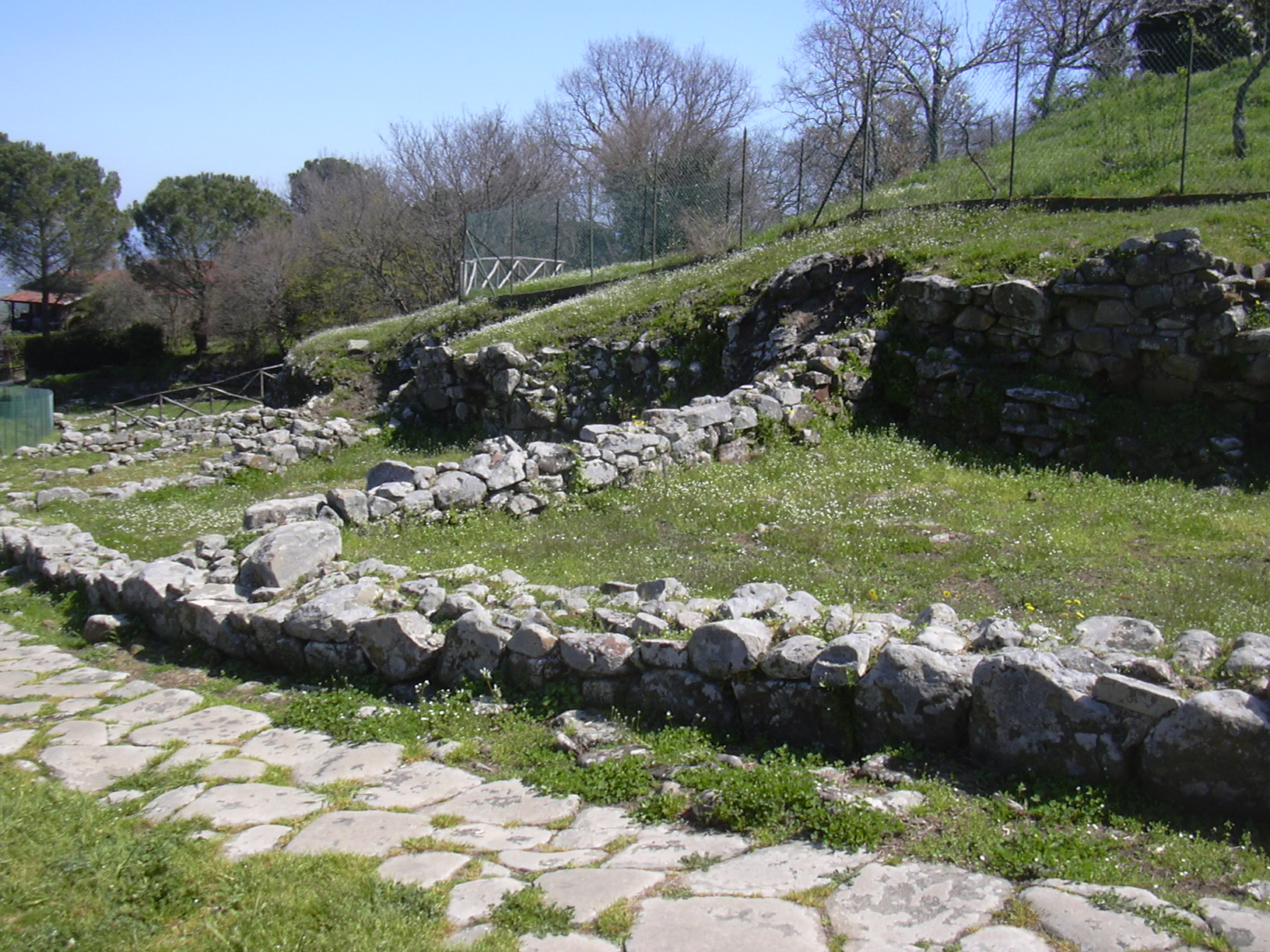
Ruinen etruskischer Atriumhäuser

Links (östlich) der sich von Norden (Grilli) nach Vetulonia herauf windenden Straße liegt, kurz vor dem Eingang in das mittelalterliche Borgo, das Ausgrabungsfeld der Via Decumana (auch Via dei Ciclopi genannt). Erhalten sind nur noch Grundmauern der 1893 von Isidoro Falchi entdeckten Atrium-Häuser. Nach dem Grundriss ist auf einen engen, schlauchartigen Eingangsbereich, gefolgt von einem Vorzimmer (faucis) und sodann dem offenen Hauptraum (Atrium) zu schließen.
Gegenüber (rechts der Straße, westlich) ist ein ca. 5 m langer Rest einer aus massiven Steinblöcken errichteten Stadtmauer erhalten, den Falchi 1895 entdeckte und Zyklopenmauer nannte. Es ist unklar, ob die wuchtige Konstruktion nur zu Verteidigungszwecken diente oder auch den Hügel gegen Erdrutsche stützen sollte.

### Nekropolen

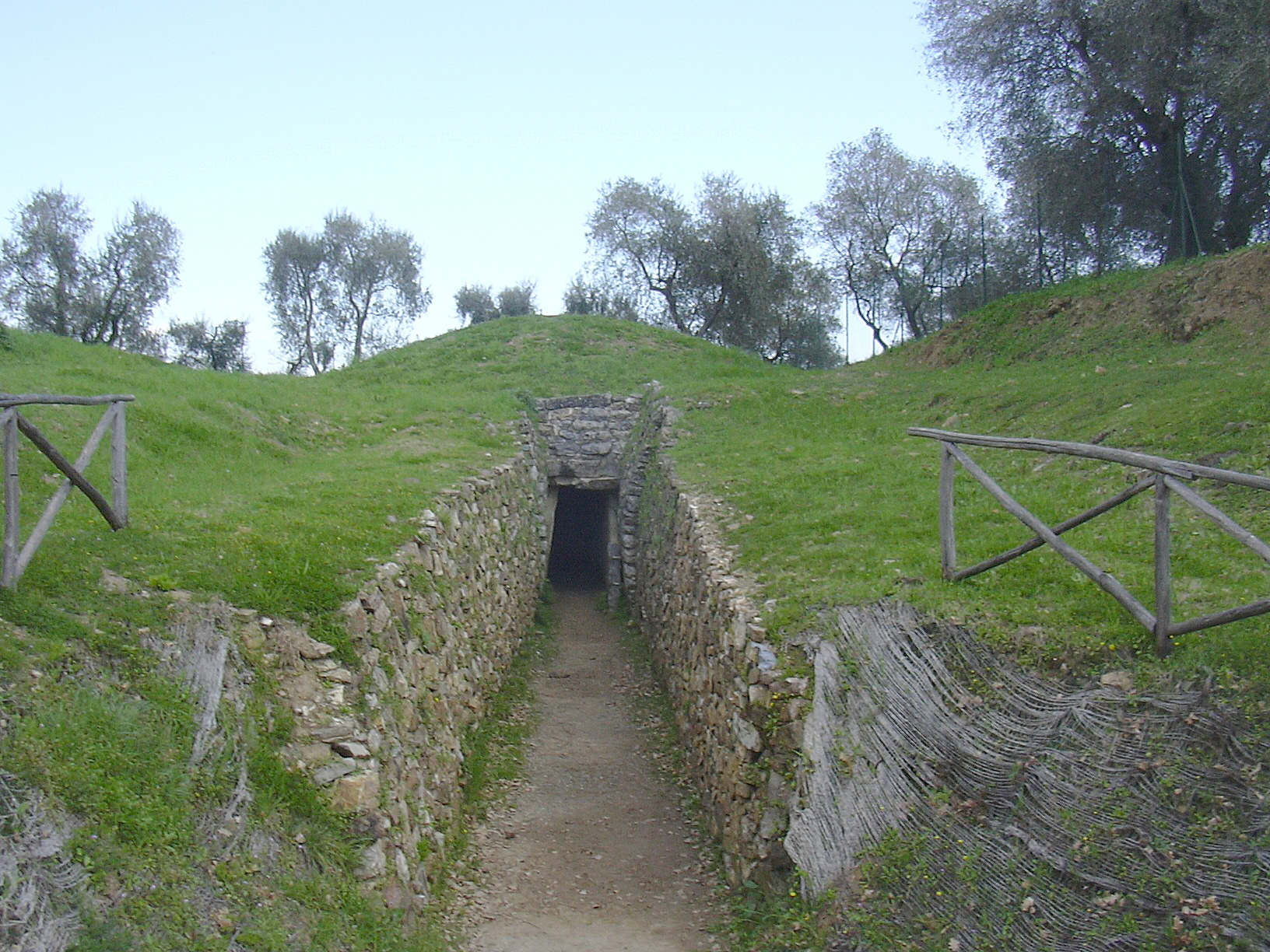
Tumulus „Teufelchen 2“

Unter den über eine Sandpiste (Via dei Sepolcri) anfahrbaren Grabstätten aus dem 7. vorchristlichen Jahrhundert weiter unterhalb des Hügels werden drei Anlagen dokumentarisch herausgehoben:
Die Tomba di Belvedere (1897 von Falchi entdeckt) ist ein Rest einer quadratischen Grabkammer; die mutmaßliche zugehörige Mittelsäule, Überwölbung und Tumulus sind nicht mehr vorhanden, die Datierung ungewiss.
Die Tomba del Diavolino 2 („Teufelchen 2“) ist ein großer Tumulus, den heute ein Olivenhain bedeckt. Unter dem 80 m Durchmesser messenden Tambour in formaler Assoziation an einen  Tholos fand Falchi 1903 die zentrale quadratische Grabkammer, zu der ein 40 m langer Dromos (ca. 15 m davon überdacht) führt. Das Gewölbe wurde durch einen massiven Mittelpfeiler gestützt, von dem nur noch der Sockel steht. Zwei Restaurierungen haben in den Jahren 1960 und 1983 stattgefunden. Ihren Namen erhielt die Anlage durch eine im Grab gefundene gehörnte, diabolisch anmutende Figur (als Charon identifiziert).
Bei einem weiteren, ebenfalls bewachsenen Tumulus mit 14 m hohem Erdhügel, 60 m Durchmesser und 28 m langem Dromos (Tomba della Pietrera) entdeckte Falchi 1892 zwei Grabkammern (eine runde und eine rechteckige) übereinander um den vollständig erhaltenen zentralen Mittelpfeiler. Erklärt wird dies nach herrschender Meinung mit einem Einsturz des Gewölbes der ursprünglichen Kammer, daraufhin erfolgter Zuschüttung und Wiederaufbau eine Etage darüber. Bei den Ausgrabungsarbeiten wurde auch die untere Etage frei gelegt, so dass die Grabkammer heute wie zweigeschossig aussieht.
Ein weiterer Tumulus mit Charon-Grabfund, die Tomba del Diavolino 1 („Teufelchen 1“), wurde abgetragen und befindet sich heute im Archäologischen Museum in Florenz.
Im Umkreis der Tumuli fand man auch eine Reihe kleinerer Steinkreisgräber mit Grabbeigaben.

### Archäologisches Museum
Das 1978 gegründete Museo Archeologico Antiquarium, das ursprünglich in einem Mehrzweckbau zusammen mit der Dorfschule, einer kleinen Bücherei, einem Kino und einer Erste-Hilfe-Station  untergebracht war, wurde nach 19 Jahre langer Schließung im Juni 2000, umgestaltet und erweitert als Museo Archeologico Isidoro Falchi, wiedereröffnet. Es beherbergt etruskische Grabfunde aus dem 10. bis zum 1. vorchristlichen Jahrhundert, darunter die Stele des Avele Feluske, ein bedeutendes Grabmal aus dem späten 7. Jahrhundert v. Chr.

## Wirtschaft
Vetulonia ist agrarisch geprägt: Oliven- und Weinanbau dominiert, die in den 80er Jahren noch vorherrschende Viehzucht (Schafe, Schweine, Hühner) ist weitgehend aufgegeben. Bis in die 1970er Jahre bot auch der Bergbau in den Pyrit-Minen von Ravi und Gavorrano Arbeitsplätze. Der Tourismus spielt noch eine untergeordnete Rolle; interessierte Tagesausflügler kommen vorbei, doch gastronomische Einrichtungen und Unterkünfte fehlen.

## Lokale Festivitäten
- Sonntag nach dem 10. Februar: Festa di San Guglielmo (Patronatsfest des Wilhelm von Malavalle); dargereicht wird ein charakteristisches Gebäck der Region, die cialda;
- Juli/August: Sagra del Tortello e della cucina locale – Art Bauernmarkt mit lokalen Produkten
- Letztes Wochenende im August: Turnier Palla eh! (siehe unten)
- September: Palio delle Contrade – La corsa dei ciuchi, Esel-Wettrennen der vier lokalen Dorfbezirke (contrade): Borgo, Torre, San Guglielmo und Colonna.
- Zweiter Sonntag im November: Festa dell’olio („Fest des Olivenöls“) mit Probiermöglichkeit und Ausstellung historischer Ölpressen (davon gibt es in Vetulonia noch 11).

## Sport
Eine große Rolle spielt das in der gesamten Provinz Grosseto verbreitete Palla eh!, auch Palla 21 genannt (deutsch „Ball 21“), ein Mannschaftsspiel, das auf antike Wurzeln zurückgeht; einige Südtoskaner sehen darin einen Vorläufer des modernen Tennis. Alessandro Tosi gilt als ungeschlagener Lokalheld. 
Der Ort hat auch eine Fußballmannschaft, Etrusca Vetulonia.

## Film
- Die Botschaft der 12. Etruskerstadt. Dokumentarfilm, Deutschland, 2009, 43:32 Min., Buch und Regie: Andreas Sawall, Erstausstrahlung: 4. April 2010, Produktion: Spiegel TV, ZDF, Reihe: ZDF Expedition, Online-Video vom ZDF und Inhaltsangabe von arte.